# Muḥammad ibn Marwān
Muḥammad ibn Marwān (mort vers 719-720) est un prince omeyyade et l'un des généraux les plus importants du califat entre 690 et 710. Il participe victorieusement à la conquête de l'Arménie face aux Byzantins, écrase la rébellion arménienne en 704-705, et transforme ce territoire en province omeyyade.

## Biographie
Muḥammad est le fils du calife Marwān Ier (r. 684–685) et d'une esclave, ainsi demi-frère du calife ʿAbd Al-Malik ibn Marwān (r. 685–705).
Quand Marwān monte sur le trône en 684, il envoie Muḥammad dans le Nord de la Mésopotamie pour conquérir l'Arménie. En 691, ce dernier commande la garde avancée de son frère à la bataille de Dayr al-Jathaliq contre Mus'ab ibn al-Zubayr (frère de l'anti-calife de la Mecque `Abdullah ibn az-Zubayr). En 692/693, il bat l'armée byzantine à la bataille de Sébastopolis, en persuadant l'important contingent slave de l'armée impériale de le rejoindre. L'année suivante, il envahit l'Asie Mineure byzantine avec l'aide des mêmes Slaves, et bat une nouvelle fois l'armée byzantine près de Germanicia, alors qu'en 695, il mène des raids dans la province d'Arménie byzantine,,.
En 699-701, il est envoyé avec son neveu ʿAbdallāh ibn ʿAbd al-Malik en Irak pour assister le gouverneur Al-Hajjaj ben Yusef dans la suppression de la révolte kharijite d'Abd er-Rahman ibn Mohammed ibn el-Achath. En 701, Muḥammad mène campagne contre le territoire arménien contrôlé par Byzance à l'est de l'Euphrate, et force sa population et le gouverneur local, Baanes, à se soumettre au califat. Peu après son départ, cependant, les Arméniens se révoltent et appellent une aide byzantine. Des campagnes répétées en 703 et 704 par Muḥammad et ʿAbdallāh ibn ʿAbd al-Malik écrasent la révolte, et Muḥammad renforce le contrôle musulman sur la province en organisant un important massacre des familles arménienne princières nakharar en 705,,.
Quand Al-Walīd Ier accède au trône en 705, Muḥammad commence à être éclipsé par son neveu Maslama ben `Abd al-Malik, qui, comme lui, est le fils d'une esclave. Maslamah prend le commandement des campagnes contre Byzance, et enfin remplace complètement Muḥammad à son poste de gouverneur de Mésopotamie, d'Arménie et d'Azerbaïdjan en 709-710. Muḥammad meurt en 719-720,.
Muḥammad est le père du dernier calife omeyyade, Marwān II (r. 744–750), né de l'union avec une femme de nom inconnu, probablement d'origine non-Arabe (kurde, d'après certains récits). Certaines sources notent que Muḥammad en fait sa captive lors de la répression de la révolte d'Ibn al-Zubayr, et quelques-unes avancent même qu'elle était déjà enceinte du futur Marwān II à l'époque.